# Györe
Györe là một thị trấn thuộc hạt Tolna, Hungary. Thị trấn này có diện tích 11,31 km², dân số năm 2010 là 656 người, mật độ 58 người/km².